# Arcuatocornum acutum
Arcuatocornum acutum är en insektsart som beskrevs av Yuan och Tian 1995. Arcuatocornum acutum ingår i släktet Arcuatocornum och familjen hornstritar. Inga underarter finns listade i Catalogue of Life.